# 瞳孔不等
瞳孔不等又称瞳孔不均、瞳孔不等大，是指双眼瞳孔大小不等的生理或病理现象。 瞳孔不等影响高达 20% 的人口，通常完全无害，但也可能是更严重的医疗问题的征兆。

## 起因
瞳孔不等是一种常见病症，定义为双眼瞳孔大小之间存在0.4 毫米或以上的差异。